# Sad (Synelnykowe)
Sad (ukrainisch und russisch Сад) ist eine Siedlung städtischen Typs in der Ukraine mit 470 Einwohnern.
Die Siedlung liegt im Rajon Synelnykowe in der zentralukrainischen Oblast Dnipropetrowsk 30 km nordwestlich des Rajonzentrum Synelnykowe.
Sad grenzt im Norden an das Stadtgebiet von Dnipro und im Süden an Ilarionowe.
Die Siedlung entstand in der 2. Hälfte des 19. Jahrhunderts, seit 1957 hat sie ihren Status einer Siedlung städtischen Typs.
Am 19. Juni 2017 wurde die Siedlung ein Teil der neugegründeten Siedlungsgemeinde Ilarionowe, bis dahin war sie ein Teil der Siedlungsratsgemeinde Ilarionowe im Westen des Rajons Synelnykowe.